# Cayuga County
Cayuga County ist ein County im Bundesstaat New York der Vereinigten Staaten. Bei der Volkszählung im Jahr 2020 hatte Cayuga County 76.248 Einwohner und eine Bevölkerungsdichte von 42,6 Einwohnern pro Quadratkilometer. Der Verwaltungssitz (County Seat) ist Auburn.

## Geographie
Cayuga County erstreckt sich vom Südufer des Ontariosees mit einer Grenze nach Kanada und entlang des Ostufers des Cayuga Lake, einem der  Finger-Lakes, bis etwa in die Hälfte der Nord-Süd-Ausdehnung des Bundesstaates New York. Die südliche Hälfte des Geländes ist Endmoränengebiet, während der nördliche Anteil des Countys weitgehend flach als Grundmoräne ausgeprägt ist, der während der Abschmelzphase der Gletscherkappe den Boden eines Schmelzwassersees (des Lake Tonawandas) bildete, der zwischen dem zurückweichenden Eismassen und der Endmoräne entstanden war.
Der Südteil des Countys weist eine durchschnittliche Höhe zwischen 250 und 350 Metern auf, wobei es keine nennenswerten einzelnen Anhöhen gibt. Größter See des Countys ist der zentral gelegene Owasco Lake. Die wichtigsten Flüsse sind der Salmon Creek, der Zufluss von einer Reihe kleiner Gewässer erhält, und der Owasco Outlet, der Auburn durchfließt. Der Salmon Creek quert eine Anzahl von Seen; an seinem Ursprung am Cayuga Lake erstreckt sich ein Marschland, die Montezuma Marshes. Es bildet seit 1937 das Naturschutzgebiet Montezuma National Wildlife Refuge, das aus Teilen dieser Marschlande gebildet wurde.
Das County hat eine Fläche von 2.236,9 Quadratkilometern, wovon 445,7 Quadratkilometer Wasserfläche sind.

### Umliegende Gebiete
| Ontariosee                 | Ontariosee      | Oswego County   |
| Wayne County Seneca County |                 | Onondaga County |
| Seneca County              | Tompkins County | Cortland County |

## Geschichte
Die frühe Geschichte Cayuga Countys liegt weitgehend im Dunkeln, weil keine schriftlichen Überlieferungen existierten. Allerdings gibt es sowohl östlich im Bereich des Champlainsees als auch westlich auf dem Gebiet von Monroe County Fundstellen von Pfeilspitzen und Werkzeugen aus Feuerstein sowie Überreste von Lagern, die darauf schließen lassen, dass in der Gegend Gruppen nacheiszeitlicher Jäger wanderten.
Mit der Erforschung und Missionierung des Landstrichs ab etwa 1670 durch die Franzosen vom Gebiet des heutigen Kanadas aus beginnen auch die Überlieferungen über die damaligen Bewohner. Es handelte sich um die Cayuga, einem der Stämme der Irokesen, die hier ihr Jagdgebiet hatten.
Das Gebiet wurde Teil der Flächen, die die Holland Land Company zur Erschließung und Kolonisierung kaufte; der östliche Teil des heutigen Cayuga County gehörte zum Military Tract: Flächen, die den Veteranen des Unabhängigkeitskrieges als Belohnung angeboten wurden und von ihnen urbar gemacht werden sollten. Hier begann um 1790 auch die Besiedlung. Zu diesem Zeitpunkt war das Gebiet Teil des Onondaga County; die Countys wurden damals zunächst als Verwaltungseinheiten großer Flächen organisiert, die bei zunehmender Bevölkerungsdichte weiter unterteilt wurden.
Die ersten Kolonisten im Gebiet waren Veteranen des Befreiungskrieges, die Lose im Military Tract gezogen hatten. Sie stammten durchwegs von der Ostküste bzw. den Newengland-Staaten und zogen, wie die anderen Kolonisten der damaligen Zeit, auf dem Wasserweg über den Oneida Lake und den Oneida River bzw. von Süden über den Cayuga Lake. 1796 wurde eine State Road in den Westen eröffnet, die sich rasch zum „Highway of Western Emigration“, so ihr Beiname, entwickelte. Sie führte von Whitestown nach Geneva und durchquerte dabei das Gebiet Cayuga Countys. Auburn wurde zu einer der Wegstationen an der Straße und entwickelte sich dadurch zum Zentrum der Gegend. Die Querung des Cayuga Lake war dabei eines der Hindernisse, das die Siedler zu bewältigen hatten. Es wurde durch drei Fähren gelöst, die den maximal 5 Meilen (etwa 8,5 Kilometer) breiten See überquerten. Die Wegführung per Land war wegen des Sumpfgebietes am Nordende des Sees erst möglich, als am 4. September 1800 die Cayuga Bridge, eine niedrige Holzkonstruktion von etwa 1,650 Kilometern Länge (1 Meile, 8 Rods) und einer Breite von 6,70 Metern (22 Fuß) sowie einer ebenso langen Stützweite eröffnet wurde. Ihre Wichtigkeit war offenbar immens: Als Eisgang sie im Winter 1808 teilweise zerstörte, wurde sie umgehend wieder aufgebaut und war bereits im Frühjahr wieder benutzbar. Bis 1857 wurde die Brücke instand gehalten und erst dann abgerissen und wieder durch Fähren ersetzt.
Das heutige Cayuga County wurde am 8. März 1799 von Onondaga County abgetrennt. Seine Fläche umfasste zunächst auch die Flächen des heutigen Seneca County, Tompkins County und Schuyler County, die aber bei steigenden Bevölkerungszahlen eigenständige Gebiete wurden:  Seneca County am 29. März 1804, Tompkins County, damals noch mit dem heutigen Schuyler County, am 17. April 1817.
Mit der Eröffnung des Eriekanals im Jahr 1825 erhöhte sich zum einen die Zahl der Emigranten, die das County durchzogen, zum anderen erweiterten sich die Absatzmärkte für die landwirtschaftlichen Produkte der Umgebung. Das war zunächst in erster Linie Mehl; die Ortschaften, besonders Auburn, das einen eigenen Stichkanal zum Eriekanal bekam, wurden durch die hohe Zahl an Getreidemühlen bekannt. Ab etwa 1870 kam die Milch- und Käseproduktion dazu. Für beides ist die Gegend auch heute noch bekannt. Zwischen 1861 und 1865 fanden hier Aushebung von Truppen für den Bürgerkrieg statt. Auburn war der zentrale Ort für die Aufstellung von Fußtruppen und Kavallerie der weiten Umgebung. Es fanden aber keine Kämpfe in der Umgebung statt.
Aufgrund der vorwiegend landwirtschaftlichen Prägung gingen sowohl der Schwarze Freitag von 1929 als auch der Zweite Weltkrieg weitgehend folgenlos am County vorbei. Die Entwicklung zu einer stabilen Agrarlandschaft, die sich aus den Volkszählungs-Statistiken ablesen lässt, hält bis heute an.

### Einwohnerentwicklung
| Jahr      | 1800   | 1810   | 1820   | 1830   | 1840   | 1850   | 1860   | 1870   | 1880   | 1890   |
| --------- | ------ | ------ | ------ | ------ | ------ | ------ | ------ | ------ | ------ | ------ |
| Einwohner | 15.871 | 29.843 | 38.897 | 47.948 | 50.338 | 55.458 | 55.767 | 59.550 | 65.081 | 65.302 |
| Jahr      | 1900   | 1910   | 1920   | 1930   | 1940   | 1950   | 1960   | 1970   | 1980   | 1990   |
| Einwohner | 66.234 | 67.106 | 65.221 | 64.751 | 65.508 | 70.136 | 73.942 | 77.439 | 79.894 | 82.313 |
| Jahr      | 2000   | 2010   | 2020   | 2030   | 2040   | 2050   | 2060   | 2070   | 2080   | 2090   |
| Einwohner | 81.963 | 80.026 | 76.248 |        |        |        |        |        |        |        |

## Städte und Ortschaften
Zusätzlich zu den unten angeführten selbständigen Gemeinden gibt es im Cayuga County sieben villages, die von den übergeordneten towns verwaltet werden: Cato, Cayuga, Fair Haven, Moravia, Port Byron, Union Springs und Weedsport.
| Auburn     | city | 27.687 | 21,8  | 21,6  | 1.281,8 | 28. März 1823 | Gründung als Village am 18. April 1815, als Town 1823; Ernennung zur City 21. März 1848 |
| Aurelius   | town | 2.792  | 82,9  | 78,3  | 35,7    | 27. Jan. 1780 |                                                                                         |
| Brutus     | town | 4.464  | 58,3  | 57,3  | 77,9    | 30. März 1802 |                                                                                         |
| Cato       | town | 2.537  | 93,7  | 87,1  | 29,1    | 30. März 1802 |                                                                                         |
| Conquest   | town | 1.819  | 94,1  | 91,2  | 19,9    | 16. März 1821 |                                                                                         |
| Fleming    | town | 2.636  | 62,9  | 56,5  | 46,7    | 28. März 1823 |                                                                                         |
| Genoa      | town | 1.935  | 111.8 | 102,6 | 18,9    | 27. Jan. 1789 | Gegründet als Milton; umbenannt am 6. April 1808                                        |
| Ira        | town | 2.206  | 90,4  | 90,1  | 24,5    | 16. März 1821 |                                                                                         |
| Ledyard    | town | 1.886  | 125,8 | 93,5  | 20,2    | 30. Jan. 1823 |                                                                                         |
| Locke      | town | 1.951  | 63,2  | 62,9  | 31,0    | 20. Feb. 1802 |                                                                                         |
| Mentz      | town | 2.378  | 44,5  | 43,8  | 54,3    | 30. März 1802 | Gegründet als Jefferson; umbenannt am 6. April 1806                                     |
| Montezuma  | town | 1.277  | 48,5  | 47,2  | 27,1    | 8. Apr. 1859  |                                                                                         |
| Moravia    | town | 3.626  | 76,8  | 74,8  | 48,8    | 20. März 1833 |                                                                                         |
| Niles      | town | 1.194  | 112,3 | 100,9 | 11,8    | 20. März 1833 |                                                                                         |
| Owasco     | town | 3.793  | 60,8  | 54,1  | 70,1    | 30. März 1802 |                                                                                         |
| Scipio     | town | 1.713  | 101,8 | 94,7  | 18,1    | 5. März 1794  |                                                                                         |
| Sempronius | town | 895    | 77,0  | 76,0  | 11,8    | 9. März 1799  |                                                                                         |
| Sennett    | town | 3.595  | 74,7  | 74,6  | 48,2    | 19. März 1827 |                                                                                         |
| Springport | town | 2.367  | 69,5  | 55,4  | 42,7    | 30. Jan. 1823 |                                                                                         |
| Sterling   | town | 3.040  | 122,0 | 117,7 | 25,8    | 19. Juni 1812 |                                                                                         |
| Summerhill | town | 1.217  | 67,3  | 67,0  | 18,2    | 26. Apr. 1831 | Gegründet als Plato; umbenannt am 16. März 1832                                         |
| Throop     | town | 1.990  | 48,4  | 48,1  | 41,3    | 8. Apr. 1859  |                                                                                         |
| Venice     | town | 1.368  | 106,9 | 106,4 | 12,9    | 30. Jan. 1823 |                                                                                         |
| Victory    | town | 1.660  | 89,2  | 89,1  | 18,6    | 16. März 1821 |                                                                                         |